# ليون هاردمان
ليون هاردمان (بالإنجليزية: Leon Hardeman)‏ هو لاعب كرة قدم أمريكية أمريكي، ولد يوم 6 يونيو 1932 في فورت باين.